# The Lady's Magazine

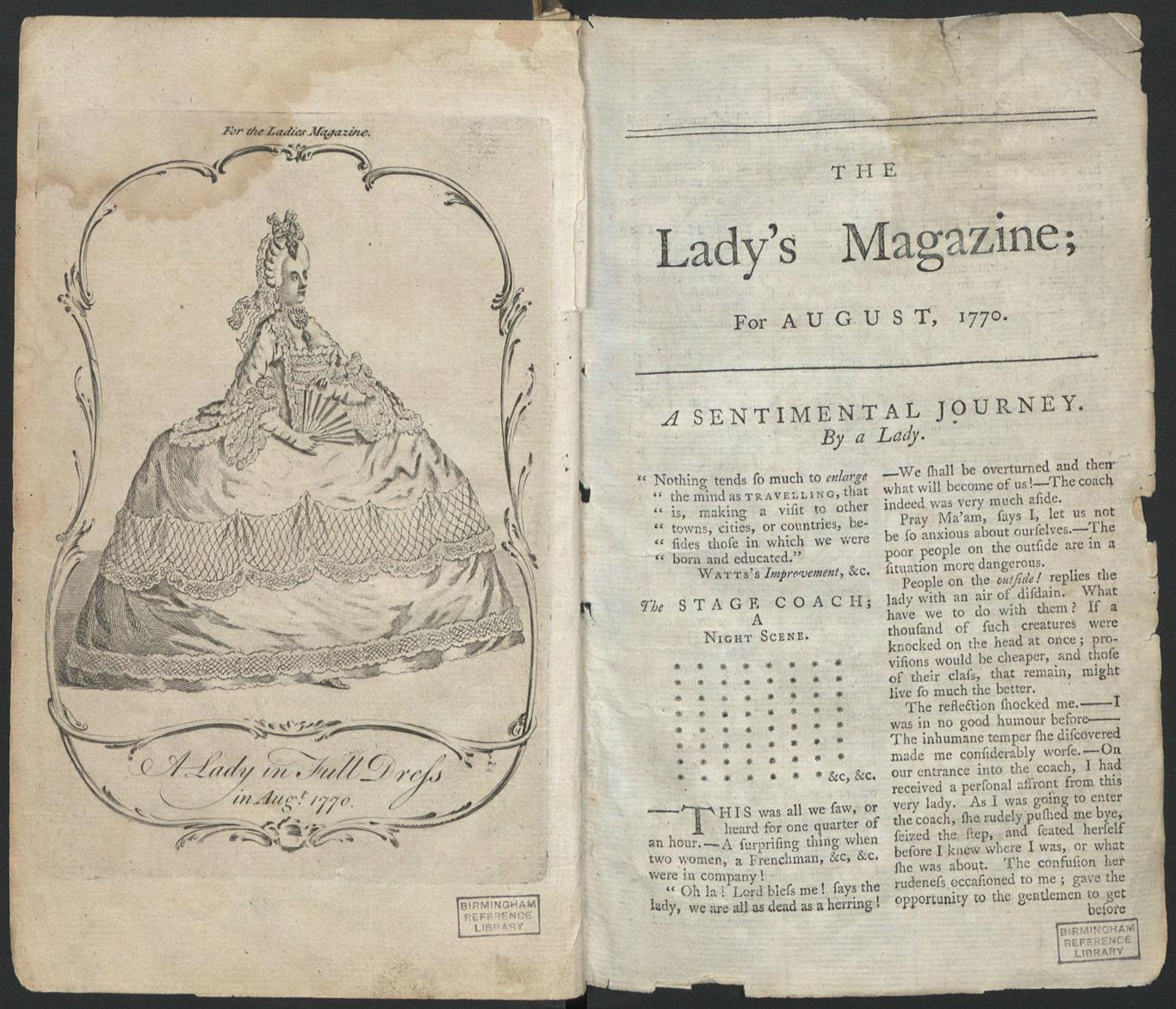
The Lady's Magazine – augusti 1770

The Lady's Magazine var en engelsk damtidskrift som gavs ut mellan 1770 och 1847. 
Den tillhörde de första damtidningarna i världen, då den utgavs från den tid då allt fler tidningar började ges ut, och den dominerade helt sin marknad i Storbritannien fram till 1830. 
Den innehöll fiktion, poesi, musik, mode och skvaller. 

## Galleri

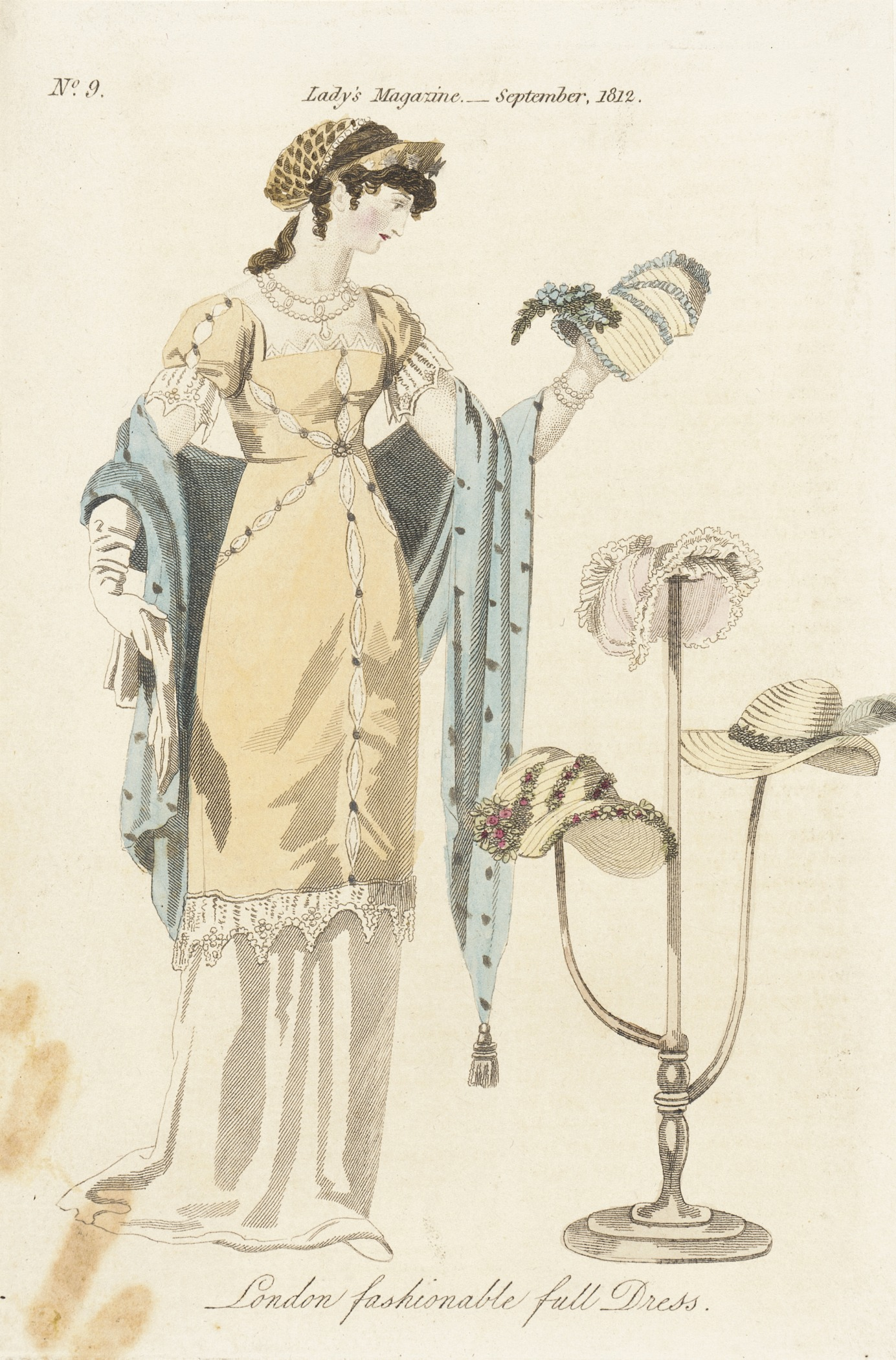
Fashion Plate (London Fashionable Full Dress) LACMA M.86.266.112
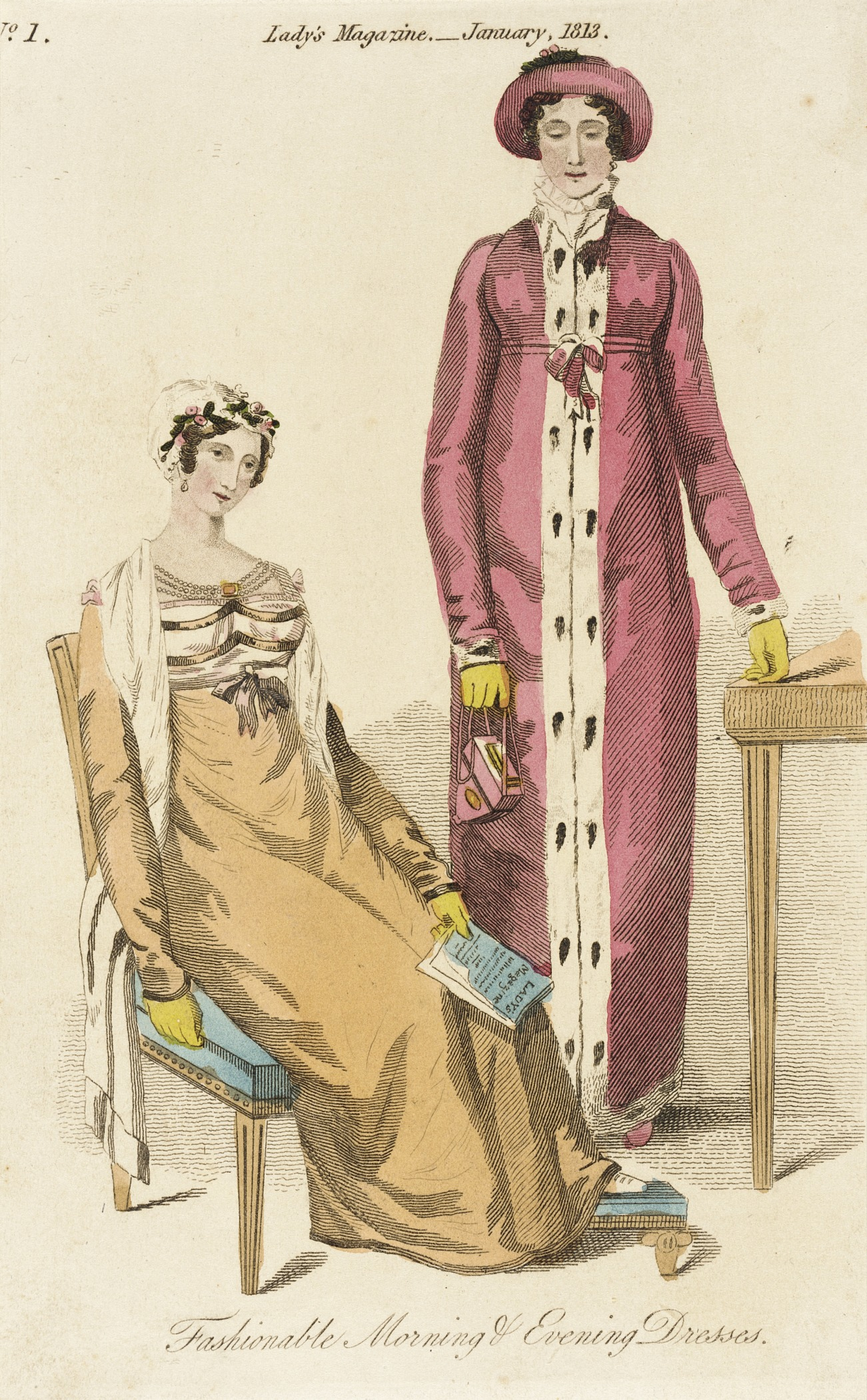
Fashion Plate (Fashionable Morning and Evening Dresses) LACMA M.86.266.133
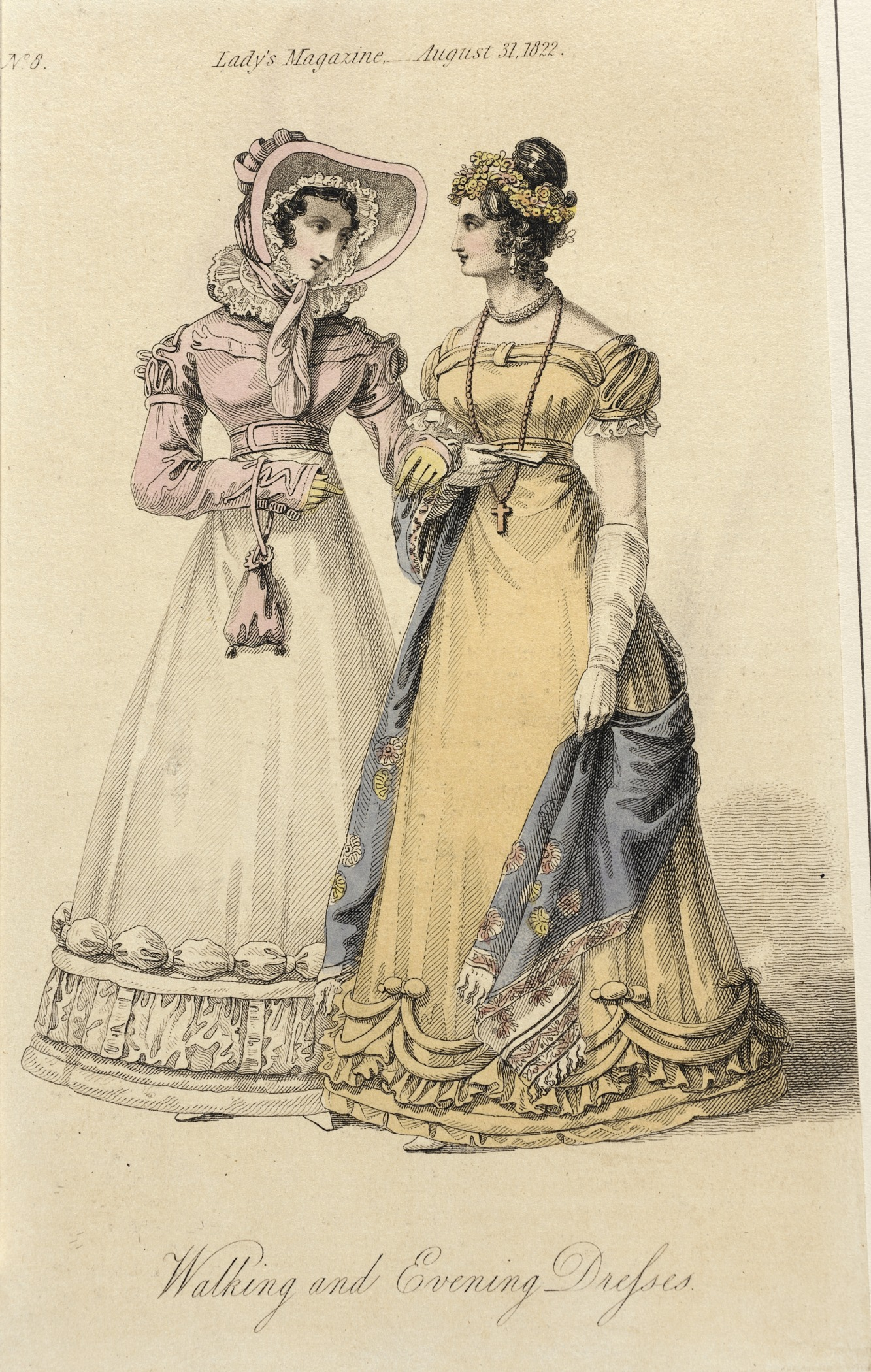
Fashion Plate (Walking and Evening Dresses) LACMA M.86.266.332
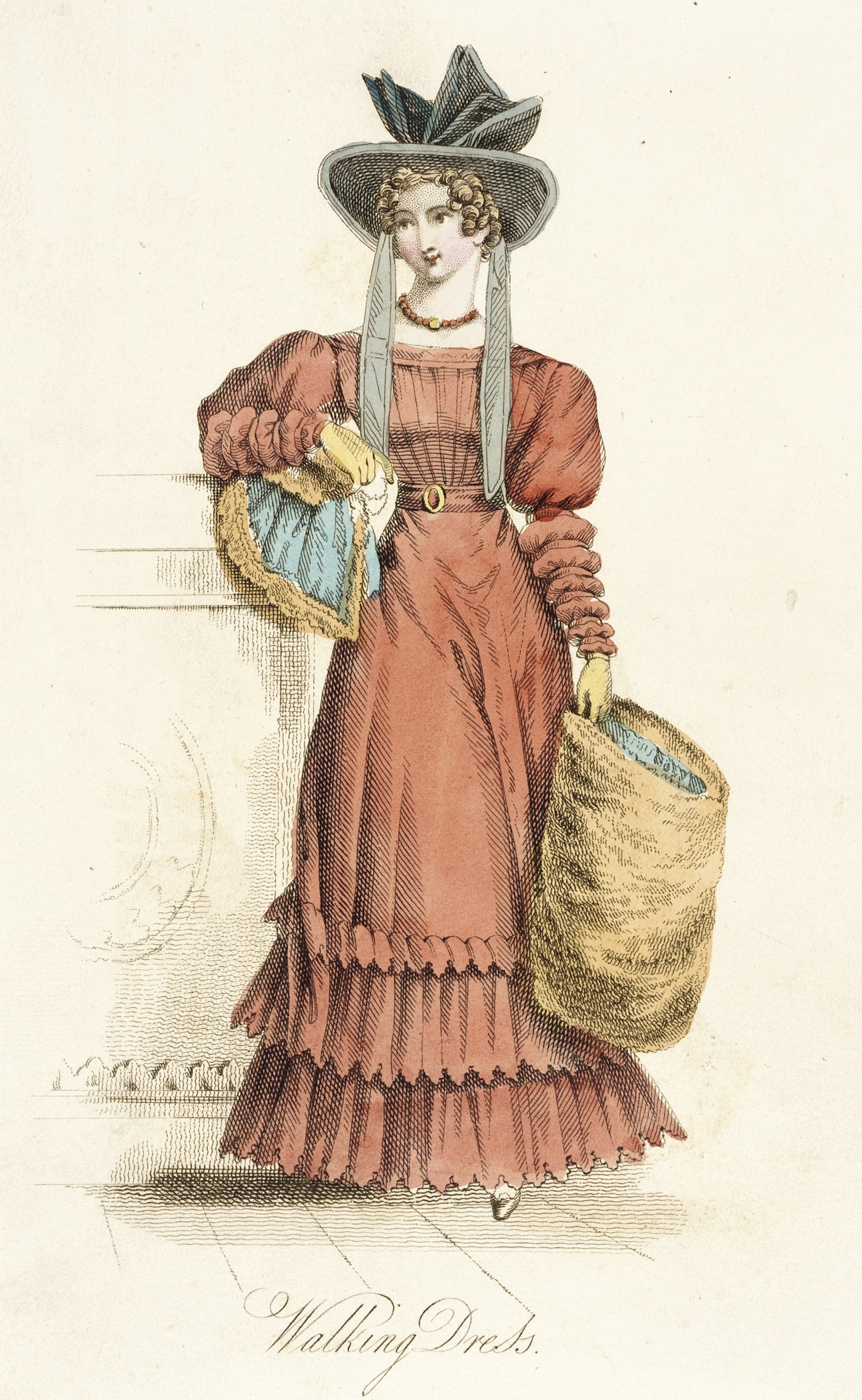
Fashion Plate (Walking Dress) LACMA M.86.266.385